# Смирновское сельское поселение (Тюменская область)
Смирновское се́льское поселе́ние — муниципальное образование в Казанском районе Тюменской области Российской Федерации.
Административный центр — село Смирное.

## История
Статус и границы сельского поселения установлены Законом Тюменской области от 5 ноября 2004 года № 263 «Об установлении границ муниципальных образований Тюменской области и наделении их статусом муниципального района, городского округа и сельского поселения».

## Население
| 2010 | 2011 | 2012 | 2013 | 2014 | 2015 | 2016 |
| ---- | ---- | ---- | ---- | ---- | ---- | ---- |
| 638  | →638 | ↘623 | ↗632 | ↘627 | ↘613 | ↘598 |
| 2017 | 2018 | 2019 | 2020 | 2021 |      |      |
| ↘586 | ↘570 | ↘567 | ↘554 | ↗632 |      |      |

## Состав сельского поселения
| № | Населённый пункт | Тип населённого пункта       | Население |
| - | ---------------- | ---------------------------- | --------- |
| 1 | Коротаевка       | деревня                      | 114       |
| 2 | Смирное          | село, административный центр | 524       |